# Розплавне включення

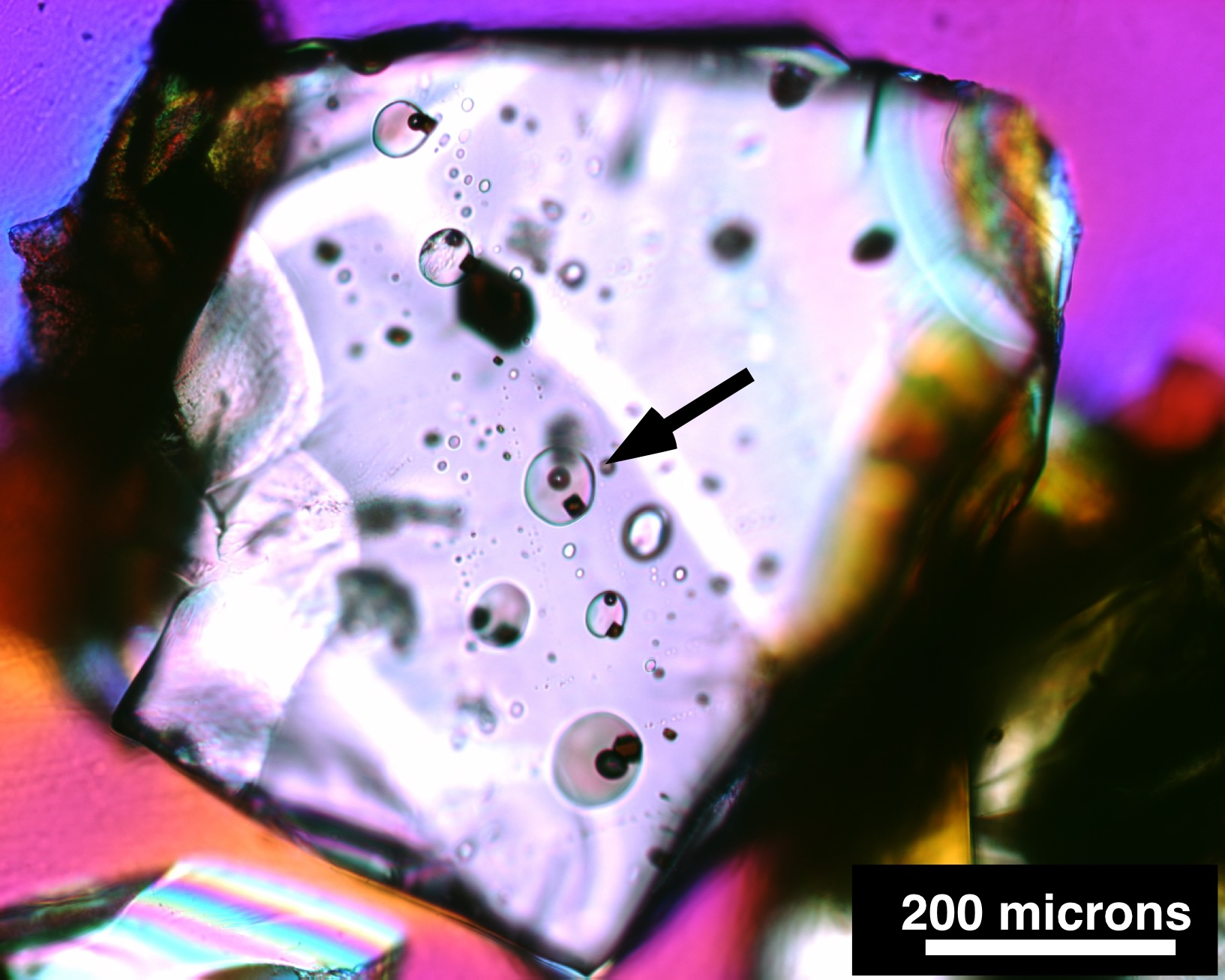
Множинні розплавні включення в кристалі олівіну. Окремі включення мають овальну або круглу форму і складаються з прозорого скла, разом з невеликими круглими бульбашками пари та в деяких випадках невеликим квадратним кристалом шпінелі. Чорна стрілка вказує на один хороший приклад, але є кілька інших. Виникнення множинних включень всередині монокристалу відносно поширене.

Розплавне включення — це невелика частинка або «краплі» розплаву(ів), які захоплені кристалами, що ростуть  у магмі та зрештою утворюють магматичні породи. Багато в чому це аналогічно флюїдним включенням у магматичних гідротермальних системах.  Розплавні включення, як правило, мають мікроскопічний розмір і можуть бути проаналізовані на вміст летких речовин, які використовуються для інтерпретації тиску захоплення розплаву на глибині.

## Загальний опис
Розплавні включення, як правило, невеликі — більшість із них менш як 80 мікрометрів у поперечнику (мікрометр — це одна тисячна міліметра, або приблизно 0,00004 дюйма).  Вони можуть містити ряд різних компонентів, включаючи скло (яке являє собою розплав, який був погашений швидким охолодженням), дрібні кристали та окрему багату парою бульбашку. Вони зустрічаються в кристалах, які можна знайти в магматичних породах, таких як, наприклад, кварц, польовий шпат, олівін, піроксен, нефелін, магнетит, перовскіт і апатит. Розплавні включення можна знайти як у вулканічних, так і в плутонічних породах. Крім того, розплавні включення можуть містити фази розплаву, що не змішуються.
Розплави містять такі хімічні елементи: Si, Ti, Al, Cr, Fe, Mn, Mg, Ca, Ni, Na, K, P, Cl, F і S.